# گئورگ پاپاندرئو
گئورگ پاپاندرئو  (یونانی: Γεώργιος Α. Παπανδρέου؛ زاده ۱۶ ژوئن ۱۹۵۲) یک سیاست‌مدار اهل یونان است. وی بین سال‌های ۲۰۰۹ تا ۲۰۱۱ نخست‌وزیر یونان بود.